# Cybocephalus rudebecki
Cybocephalus rudebecki is een keversoort uit de familie Cybocephalidae. De wetenschappelijke naam van de soort is voor het eerst geldig gepubliceerd in 1967 door Endrödy-Younga.